# Gustav Sander
Gustav Sander (* 28. September 1881 in Duisburg; † 29. November 1955) war ein deutscher Gewerkschafter und Politiker (SPD).

## Leben und Beruf
Sander, von Beruf Hafenarbeiter, engagierte sich gewerkschaftlich und wurde aufgrund seiner Teilnahme an Streiks vor 1914 mehrfach mit hohen Gefängnisstrafen belegt. Von 1919 bis 1933 war er hauptamtlich als Gewerkschaftssekretär beim Duisburger Hafenarbeiterverband beschäftigt. Nach der Machtübernahme der Nationalsozialisten wurde er wegen illegaler Parteiarbeit verhaftet.
Sander beteiligte sich nach dem Zweiten Weltkrieg am Wiederaufbau der Gewerkschaften in Duisburg. Er war seit 1945 Vorstandsmitglied der Einheitsgewerkschaft Deutscher Arbeitnehmer in Groß-Duisburg, dann Mitglied des dortigen DGB-Vorstandes und später dessen Vorsitzender.

## Abgeordneter
Sander, der seit 1906 der SPD angehörte, war von 1928 bis 1933 sowie ab 1945 Ratsmitglied der Stadt Duisburg. Dem Deutschen Bundestag gehörte er in dessen erster Legislaturperiode, also von 1949 bis 1953, an. Im Parlament vertrat er den Wahlkreis Duisburg II, in dem er mit 36,6 % der Stimmen direkt gewählt wurde.

## Ehrungen

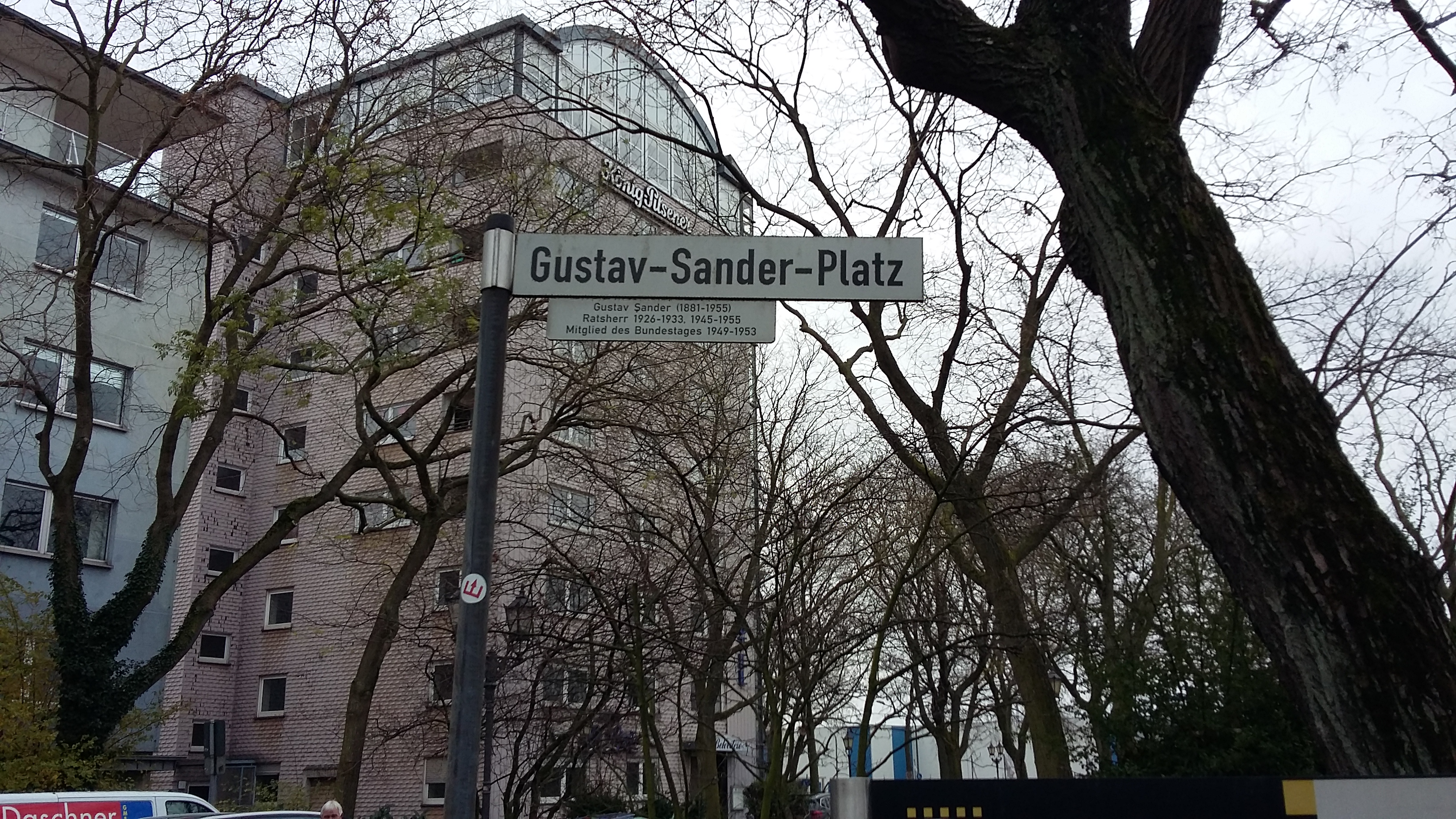
Gustav-Sander-Platz in Duisburg

- Gustav-Sander-Platz in Duisburg